# Kaminoyama
Kaminoyama (上山市, Kaminoyama-shi, lit. « au-dessus de la montagne ») est une ville de la préfecture de Yamagata, située dans le nord de l'île de Honshū, au Japon.

## Géographie

### Situation
Kaminoyama est située dans le sud-est de la préfecture de Yamagata, au pied du mont Zaō.

### Démographie
Lors du recensement national de 2010, la population de Kaminoyama s'élevait à 34 166 habitants, répartis sur une superficie de 240,95 km2 (densité de population de 142 hab./km2). En août 2021, elle était de 29 208 habitants.

## Histoire
Kaminoyama est développée à l'époque d'Edo au sein du domaine de Kaminoyama. Le bourg moderne de Kaminoyama a été fondé le 1er avril 1889. Il obtient le statut de ville en 1954.

## Culture locale et patrimoine
- Château de Kaminoyama
- Sky Tower 41

## Transports
La ville de Kaminoyama est desservie par la ligne Shinkansen Yamagata à la gare de Kaminoyama-Onsen. Elle est également desservie par la ligne principale Ōu.

## Jumelage
Kaminoyama est jumelée avec  Donaueschingen (Allemagne).